# الناحية المركزية (مقاطعة غلبايغان)
الناحية المركزية لمقاطعة غلبايغان هي ناحية في مقاطعة غلبايغان التابعة لمحافظة أصفهان في إيران، في تعداد عام 2006، كان عدد سكانها 82,601 نسمة في 24,701 عائلة. في هذه الناحية ثلاث مدن هي: كلبايكان وغوغد وغلشهر، وثلاثة أقسام ريفية هي: قسم جلغة الريفي وقسم كناررودخانه الريفي وقسم نيوان الريفي.